# 5,7-Dihidroxitriptamin
Az 5,7-dihidroxitriptamin (5,7-DHT) egy idegméreg. A tudományos kutatásban a szerotonerg idegsejtek elpusztítására használják.

## Fordítás
Ez a szócikk részben vagy egészben  a(z)   5,7-Dihydroxytryptamine című angol Wikipédia-szócikk fordításán alapul.  Az eredeti cikk szerkesztőit annak laptörténete sorolja fel. Ez a jelzés csupán a megfogalmazás eredetét és a szerzői jogokat jelzi, nem szolgál a cikkben szereplő információk forrásmegjelöléseként.